# Əliyar
Əliyar è un comune dell'Azerbaigian situato nel distretto di Şəki. Conta una popolazione di 549 abitanti.